# Matthias Yu Chengxin
Matthias Yu Chengxin (chiń. 余成信; pinyin Yú Chéngxìn; ur. 27 grudnia 1927, zm. 7 grudnia 2017) – chiński duchowny katolicki, koadiutor biskupa Hanzhong.

## Życiorys
Pochodził z rodziny katolickiej. W 1950 wstąpił do niższego, a następnie do wyższego seminarium duchownego w Kaifengu w prowincji Henan. W okresie rewolucji kulturalnej był represjonowany i więziony w obozie pracy. Święcenia kapłańskie przyjął dopiero w 1981, odmawiając współpracy z Patriotycznym Stowarzyszeniem Chińskich Katolików i działając jako duchowny podziemnych wspólnot katolickich. W 1989 został wyświęcony potajemnie na biskupa przez ordynariusza Xianxian Paula Li Zhenronga SI jako koadiutor aresztowanego bp. Bartholomewa Yu Chengti (swojego brata).